# Década de 1080
Séculos: Século X - Século XI - Século XII
Décadas: 1050 1060 1070 - 1080 - 1090 1100 1110
Anos: 1080 - 1081 - 1082 - 1083 - 1084 - 1085 - 1086 - 1087 - 1088 - 1089